# 牟育
牟育（?—?），浙江省台州府黃巖縣人，清朝政治人物、進士出身。
光緒十八年（1892年），参加光緒壬辰科殿試，登進士二甲87名。同年五月，著交吏部掣签分发各省，以知县即用